# Wait Another Day
Wait Another Day is een nummer van de Nederlandse dj's Mike Williams en Mesto uit 2018, ingezongen door de Nederlandse producer Sasha Rangas.
In "Wait Another Day" zingt de liedverteller dat hij weg is bij zijn geliefde, maar hij stelt haar gerust door te zeggen dat hij snel weer bij haar terugkomt. Radiozender Radio 538 riep het nummer uit tot Dancesmash en draaide het veelvuldig, waardoor het een radiohit werd. Desondanks bereikte het de Nederlandse Top 40 niet, maar kwam het terecht op een 7e positie in de Tipparade.

## Tracklijst
Muziekdownload
1. "Wait Another Day" - 2:59